# Август (Шлезвиг-Холщайн-Зондербург-Бек)
Вижте пояснителната страница за други личности с името Август.
Август фон Шлезвиг-Холщайн-Зондербург (на немски: August von Schleswig-Holstein-Sonderburg-Beck; * 13 февруари 1652, Бек (Льоне); † 26 септември 1689, Бон) от Дом Олденбург, е от 1675 до 1689 г. херцог на Шлезвиг-Холщайн-Зондербург-Бек.

## Биография
Той е най-възрастният син на херцог Август Филип фон Шлезвиг-Холщайн-Зондербург-Бек (1612 – 1675) и третата му съпруга графиня Мария Сибила фон Насау-Саарбрюкен (1628 – 1699), дъщеря на граф Вилхелм Лудвиг фон Насау-Саарбрюкен (1590 – 1640) и маркграфиня Анна Амалия фон Баден-Дурлах (1595 – 1651). Брат е на Фридрих Лудвиг (1653 – 1728) и Ернст Казимир (1668 – 1696).
Август става генерал-майор в Бранденбургската войска. Той умира през 1689 г. на 37 години при Бон. Наследен е като херцог от синът му Фридрих Вилхелм I.

## Фамилия
Август се жени през юни 1676 г. в Бек за графиня Хедвиг Луиза фон Шаумбург-Липе (* 7 май 1650, Бюкебург; † 18 март 1731, Бек), дъщеря на граф Фридрих I фон Шаумбург-Липе и София фон Хесен-Касел. Те имат две деца:
- Доротея Хенриета (1678)
- Фридрих Вилхелм I (1682 – 1719), херцог на Шлезвиг-Холщайн-Зондербург-Бек, женен на 8 февруари 1708 г. в Мюнхен за графиня Мария Антония Изнарди ди Кастело от Санфрé (1692 – 1762).